# Litaneutria borealis
Litaneutria borealis es una especie de mantis de la familia Mantidae.

## Distribución geográfica
Se encuentra en América del Norte.